# El Corazal
El Corazal ist ein Weiler in der Parroquia Villoria der Gemeinde Laviana in der autonomen Region Asturien in Spanien.

## Geographie
El Corazal ist ein Weiler, der seit 2004 nicht mehr bewohnt wird. El Corazal ist 7,8 Kilometer von Pola de Laviana, dem Hauptort der Gemeinde Laviana, entfernt.

## Wirtschaft
Seit alters her wird Kohle und Eisen in der Region abgebaut, heute baut noch die Tourismusindustrie daran auf. Die Land- und Forstwirtschaft prägt seit jeher die Region.

## Klima
Angenehm milde Sommer mit ebenfalls milden, selten strengen Wintern. In den Hochlagen können die Winter durchaus streng werden.